# بتینا لوبو
بتینا لوبو (انگلیسی: Bettina Le Beau؛ ‏ ۲۳ مارس ۱۹۳۲ – ۸ سپتامبر ۲۰۱۵) بازیگر اهل بریتانیا بود.
از فیلم‌ها یا برنامه‌های تلویزیونی که وی در آن نقش داشته‌است می‌توان به دکتر نو، زیبای خفته و بنی هیل شو اشاره کرد.